# Luis de Rojas y Borja
Luis de Rojas y Borja fue gobernador de la Florida española desde el 28 de octubre de 1624 al 23 de junio de 1630.

## Vida
Luis de Rojas y Borja nació en Valencia (España); era hijo de Pedro de Rojas y Ladrón, nacido en Valencia y Francisca de Borja y Morello, nacida en Gandía. Su bisabuelo fue Juan de Rojas y Rojas, primer Marqués de Poza. Le nombraron caballero de la Orden de Santiago en 1605.

## Carrera
Durante su administración, el gobernador Rojas y Borja envió una «entrada» de 10 soldados y 60 indígenas gualeños en busca de un grupo de «hombres rubios a caballo» (probablemente grupos de colonos ingleses de la zona que luego se convertiría en la provincia de Carolina) que exploraban el interior de La Florida, territorio reclamado por los españoles. Esta excursión siguió a dos entradas anteriores enviadas en 1623 por su predecesor, Juan de Salinas, y dirigidas por un cacique timucuano con el mismo propósito. No se sabe si alguna vez encontraron al grupo de exploración.
En la década de 1620, hubo una guerra entre los pueblos indígenas no cristianizados pohoy y amacano. Los pohoy vivían en las costas de la Bahía de Tampa y los amacanos probablemente ocupaban un territorio al sureste de Apalache. Su guerra pudo haber hecho que los españoles abandonaran la misión de Cofa situada en la desembocadura del río Suwannee, que estuvo desierta en algún momento entre 1616 y 1636. En 1628 o principios de 1629, Rojas ordenó a un destacamento de soldados que trajeran al subjefe de los pohoy, segundo en rango del cacique, para que «le hiciera regalos y negociara la paz» entre los dos combatientes. Rojas y Borja probablemente fundó la misión de San Diego de Helaca alrededor de 1627, en el cruce, en la orilla este del río San Juan al oeste de San Agustín, para facilitar el tráfico de canoas hacia las provincias occidentales. Entre 1624 y 1627, el lugar fue devastado y luego repoblado por indígenas de utiaca, en la provincia de Acuera.
En 1627, Rojas y Borja envió dos expediciones dirigidas por Pedro de Torres para reconocer Apalache y el interior hacia el norte. El primero consistió en veinte soldados y sesenta indios aliados que exploraron la región de Apalache; en el segundo, Torres viajó al interior norte de La Florida hasta Cofitachqui, visitado por primera vez por la expedición de Hernando de Soto en 1539.
En 1630, el inquisidor Agustín Ugarte y Saravia de Cartagena envió varias comisiones en blanco a Rojas y Borja para un comisario y familiar, pero al parecer el gobernador nunca las llenó.
Rojas y Borja fue reemplazado por Andrés Rodríguez de Villegas como gobernador de Florida el 23 de junio de 1630.